# USS Saipan (CVL-48)
USS Saipan (CVL-48) byla lehká letadlová loď Námořnictva Spojených států, která působila ve službě v letech 1946–1970. Jednalo se o vedoucí loď stejnojmenné třídy. V letech 1963–1966 byla přestavěna na komunikační loď USS Arlington (AGMR-2).
Její stavba byla zahájena 10. července 1944 v loděnici New York Shipbuilding Corporation v Camdenu v New Jersey. K jejímu spuštění na vodu došlo 8. července 1945, do služby byla zařazena 14. července 1946. Jako letadlová loď byla vyřazena ze služby 3. října 1957. V roce 1959 byla překlasifikována na pomocný letadlový transport s označením AVT-6, avšak nikdy nebyla tak využívána. V roce 1963 byla zahájena její přestavba na velitelskou loď s označením CC-3.

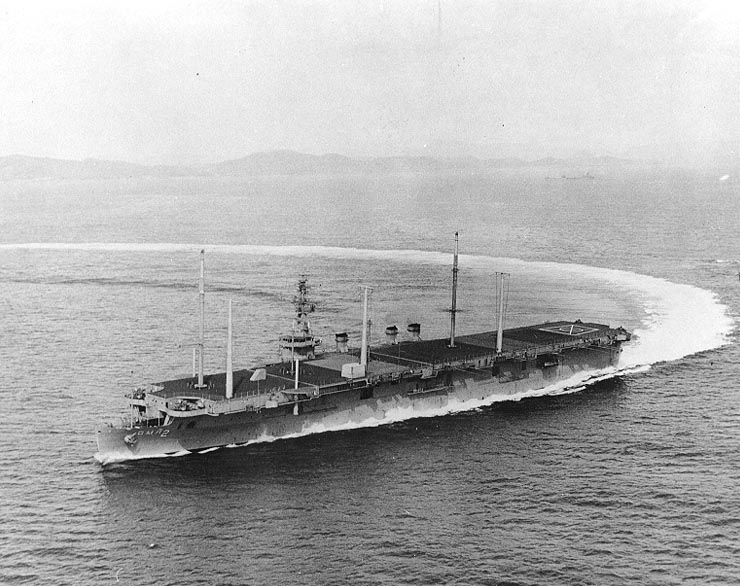
USS Arlington kolem roku 1967

V roce 1964 však byla překlasifikována na komunikační loď AGMR-2 a 8. dubna 1965 definitivně přejmenována na USS Arlington (AGMR-2). Do služby byla opětovně zařazena 27. srpna 1966. Od roku 1967 se účastnila války ve Vietnamu, v letech 1968 a 1969 asistovala při návratu modulů lodí Apollo 8, Apollo 10 a Apollo 11 z vesmíru. K jejímu definitivnímu vyřazení došlo 14. ledna 1970, poté byla odstavena a v roce 1976 odprodána k sešrotování.